# Луговая (Хакасия)
Луговая — деревня в Аскизском районе Хакасии. Входит в состав Аскизского сельсовета.

## География
Находится в 1 км от райцентра — с. Аскиз. Расположена на левом берегу р. Абакан. Расстояние до ближайшей ж.-д. ст. Чертыковская — 0,5 км.

## История
В 1965 г. Указом Президиума ВС РСФСР деревня фермы № 1 совхоза имени Калинина переименована в Луговая.

## Население
| 2002 | 2010 |
| ---- | ---- |
| 456  | ↗500 |

Население хакасы (90 %), русские, немцы, татары и др.